# شوتزن (عسكري)

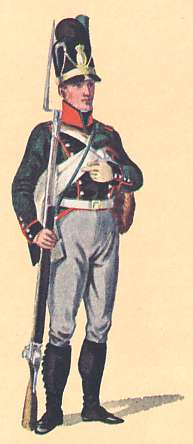
شوتزن البافارية، 1806.

Schützen أو شوتزن (ar: مطلق النار ولكن عادة ما يتم ترجمتها على أنهم «رماة») هو اسم جمع ألماني يستخدم لتعيين نوع من الوحدة العسكرية من المشاة، مسلحة في الأصل بمسدس ويستخدم في المشاة الخفيفة أو المناوشات - وبالتالي يشبه ياغر. يطلق على المشاة الفردية Schütze. قبل إدخال الأسلحة النارية، تم استخدام الكلمة لـ «archer آرتشر»، وأحيانًا تستخدم في شكل Bogenschütze (بومان - مضاءة «مطلق النار القوس»).
الفعل Schützen لا يرتبط بهذا الاسم، ولكن بـ "Schutz" (الحماية)، وله معنى «الحراسة» أو «للحماية».

## التاريخ في ألمانيا
نشأ مصطلح شوتزن في الجيش البروسي من عام 1787 حيث تم اختيار 10 جنود منتخبين من كل سرية من كل مشاة خط (8 سريات)، وكل كتيبة غرينادير (4 سريات) وكل كتيبة فوسيلير (4 سريات).

## روابط خارجية
- قائمة وحدات المشاة المدرعة (الآلية) في Feldgrau.com - موقع للبحث عن القوات المسلحة الألمانية 1918-1945